# Axel Bäck
Axel Bäck (Brussel, 23 december 1987) is een Zweeds voormalig alpineskiër. Hij nam tweemaal deel aan de Olympische Winterspelen, maar behaalde geen medaille.

## Carrière
Bäck maakte zijn wereldbekerdebuut in januari 2009 tijdens de slalom in Schladming. Op 6 maart 2011 skiede Bäck naar een eerste podiumplaats in een wereldbekerwedstrijd op de slalom in Kranjska Gora. Hij won nog geen wereldbekerwedstrijd.
Tijdens de Olympische Winterspelen 2010 nam Bäck deel aan de slalom. Tijdens de tweede run werd hij gediskwalificeerd. Tijdens de Wereldkampioenschappen alpineskiën 2011 behaalde hij een bronzen medaille met het Zweedse team in de gemengde landenwedstrijd, op de slalom eindigde hij op de elfde plaats.

## Resultaten

### Wereldkampioenschappen
| Jaar | Plaats                 | Resultaten        |
| ---- | ---------------------- | ----------------- |
| 2011 | Garmisch-Partenkirchen | 11e Slalom · Team |

### Olympische Spelen
| Jaar | Plaats    | Resultaten  |
| ---- | --------- | ----------- |
| 2010 | Vancouver | DSQ2 Slalom |
| 2014 | Sotsji    | DSQ2 Slalom |

### Wereldbeker

#### Eindklasseringen
| Seizoen   | Algm | SL  |
| --------- | ---- | --- |
| 2009/2010 | 64e  | 19e |
| 2010/2011 | 40e  | 14e |
| 2011/2012 | 63e  | 24e |
| 2012/2013 | 81e  | 29e |
| 2013/2014 | 52e  | 15e |
| 2014/2015 | 52e  | 17e |
| 2015/2016 | 109e | 35e |